# Escobaria
Escobaria ist eine Pflanzengattung aus der Familie der Kakteengewächse (Cactaceae). Der botanische Name ehrt die mexikanischen Brüder Rómulo Escobar Zerman (1882–1946) und Numa Pompilio Escobar Zerman (1874–1949), die eine Agrarschule gründeten.

## Beschreibung
Die Arten der Gattung Escobaria sind niedrig wachsende, einzelne oder polsterbildene Pflanzen mit gedrückt-kugelförmigen bis zylindrischen Stämmen. Sie besitzen keine Honigdrüsen und keine Rippen. Die Warzen an alten Pflanzen werden häufig korkig. Die länglichen Areolen erstrecken sich von der Warzenspitze bis zu ihrer Mitte. Die gewöhnlich kurzen, feinen Dornen sind aufrecht und hüllen die Pflanze dicht ein.
Die Blüten öffnen sich häufig nicht vollständig. Die Blütenröhre ist kurz und kahl. Die Blütenhülle ist an den Rändern gewimpert.
Die gewöhnlich kahlen und roten, manchmal auch grünen oder rosafarbenen Früchte sind kugelförmig oder länglich. Sie enthalten breit-ovale bis kreisrunde, braune oder schwärzlich braune, punktierte Samen von 1,0 bis 1,7 Millimeter Durchmesser.

## Systematik und Verbreitung
Escobaria ist im Süden von Kanada und im Süden der westlichen Bundesstaaten der Vereinigten Staaten bis in den Norden von Mexiko verbreitet. Escobaria cubensis ist als einzige Art der Gattung in Kuba beheimatet.
Die Typusart der Gattung ist Escobaria tuberculosa.

### Systematik nach N.Korotkova et al. (2021)
Zur Gattung gehören die folgenden Arten:
- Escobaria abdita Řepka & Vaško[3]
  - Escobaria abdita subsp. abdita
  - Escobaria abdita subsp. tenuispina Perez Badillo, Delladdio & Raya Sanchez[4]
- Escobaria alversonii (J.M.Coult.) N.P.Taylor
- Escobaria chihuahuensis Britton & Rose
  - Escobaria chihuahuensis subsp. chihuahuensis
  - Escobaria chihuahuensis subsp. henricksonii (Glass & R.A.Foster) N.P.Taylor
- Escobaria cubensis (Britton & Rose) D.R.Hunt
- Escobaria dasyacantha (Engelm.) Britton & Rose
  - Escobaria dasyacantha subsp. chaffeyi (Britton & Rose) N.P.Taylor
  - Escobaria dasyacantha subsp. dasyacantha
- Escobaria duncanii (Hester) Buxb.
- Escobaria emskoetteriana (Quehl) Borg
- Escobaria hesteri (Y.Wright) Buxb.
  - Escobaria hesteri subsp. grata (Kaplan, Kunte & Snicer) Lüthy & Dicht
  - Escobaria hesteri subsp. hesteri
- Escobaria laredoi (Glass & R.A.Foster) N.P.Taylor
- Escobaria lloydii Britton & Rose
- Escobaria minima (Baird) D.R.Hunt
- Escobaria missouriensis (Sweet) D.R.Hunt
  - Escobaria missouriensis subsp. asperispina (Boed.) N.P.Taylor
  - Escobaria missouriensis subsp. missouriensis
- Escobaria robbinsorum (W.H.Earle) D.R.Hunt
- Escobaria sneedii Britton & Rose
  - Escobaria sneedii subsp. orcuttii ≡ Escobaria orcuttii Boed.
  - Escobaria sneedii subsp. sneedii
- Escobaria tuberculosa (Engelm.) Britton & Rose
- Escobaria vivipara (Nutt.) Buxb.
- Escobaria zilziana (Boed.) Backeb.

Synonyme der Gattung sind Neobesseya Britton & Rose (1923), Fobea Frič ex Boed. (1933), Escobesseya Hester (1945), Cochiseia W.H.Earle (1976), Escocoryphantha Doweld (1999).

### Systematik nach E.F.Anderson/Eggli (2005)
Gemäß Nigel Paul Taylor kann die Gattung Escobaria in drei Sektionen und Gruppen eingeteilt werden. Folgenden Arten gehören zur Gattung:
- Sektion Pleurantha N.P.Taylor:
  - Escobaria chihuahuensis Britton & Rose
    - Escobaria chihuahuensis subsp. chihuahuensis
    - Escobaria chihuahuensis subsp. henricksonii (Glass & R.A.Foster) N.P.Taylor
- Sektion Escobaria:
  - Escobaria tuberculosa (Engelm.) Britton & Rose
  - Sneedii-Gruppe:
    - Escobaria albicolumnaria Hester = Escobaria sneedii Britton & Rose
    - Escobaria guadalupensis S.Brack & K.D.Heil = Escobaria sneedii Britton & Rose
    - Escobaria laredoi (Glass & R.A.Foster) N.P.Taylor
    - Escobaria orcuttii Boed. ≡ Escobaria sneedii subsp. orcuttii (Boed.) Lüthy
      - Escobaria orcuttii var. orcuttii
      - Escobaria orcuttii var. koenigii Castetter, P.Pierce & K.H.Schwer. = Escobaria sneedii subsp. orcuttii (Boed.) Lüthy
      - Escobaria orcuttii var. macraxina Castetter, P.Pierce & K.H.Schwer. = Escobaria sneedii subsp. orcuttii (Boed.) Lüthy

    - Escobaria organensis (Zimmerman) Castetter, P.Pierce & K.H.Schwer. = Escobaria sneedii subsp. orcuttii (Boed.) Lüthy
    - Escobaria sandbergii Castetter, P.Pierce & K.H.Schwer. = Escobaria sneedii subsp. orcuttii (Boed.) Lüthy
    - Escobaria sneedii Britton & Rose
      - Escobaria sneedii subsp. sneedii
      - Escobaria sneedii subsp. leei (Rose ex Boed.) D.R.Hunt = Escobaria sneedii subsp. sneedii

    - Escobaria villardii Castetter, P.Pierce &  K.H.Schwer. = Escobaria sneedii subsp. orcuttii (Boed.) Lüthy

  - Vivipara-Gruppe:
    - Escobaria alversonii (J.M.Coult.) N.P.Taylor
    - Escobaria deserti (Engelm. ex S.Watson) Buxb. = Escobaria vivipara (Nutt.) Buxb.
    - Escobaria hesteri (Y.Wright) Buxb.
    - Escobaria vivipara (Nutt.) Buxb.
- Sektion Neobesseya (Britton & Rose) N.P.Taylor:
  - Escobaria emskoetteriana (Quehl) Borg 
  - Dasyacantha-Gruppe:
    - Escobaria dasyacantha (Engelm.) Britton & Rose
      - Escobaria dasyacantha subsp. dasyacantha
      - Escobaria dasyacantha subsp. chaffeyi (Britton & Rose) N.P.Taylor

    - Escobaria duncanii (Hester) Backeb.
    - Escobaria lloydii Britton & Rose
    - Escobaria minima (Baird) D.R.Hunt
    - Escobaria robbinsorum (W.H.Earle) D.R.Hunt

  - Missouriensis-Gruppe:
    - Escobaria cubensis (Britton & Rose) D.R.Hunt
    - Escobaria missouriensis (Sweet) D.R.Hunt
      - Escobaria missouriensis subsp. missouriensis
      - Escobaria missouriensis subsp. asperispina (Boed.) N.P.Taylor

    - Escobaria zilziana (Boed.) Backeb.

Synonyme der Gattung sind Neobesseya Britton & Rose (1923), Fobea Frič (1925), Escobesseya Hester (1945), Cochiseia W.H.Earle (1976) und Escocoryphanta Doweld (1999).

## Botanische Geschichte
Die Gattung Escobaria wurde 1923 von Nathaniel Lord Britton und Joseph Nelson Rose in The Cactaceae aufgestellt. Sie umfasste damals acht Arten, von denen sechs als Erstbeschreibungen im gleichen Werk veröffentlicht wurden. Zwei der Arten stammten aus Karl Moritz Schumanns Untergattung Coryphantha der Gattung Mammillaria. Die Gattung hat seitdem eine recht bewegte taxonomische Vergangenheit hinter sich. Alwin Berger akzeptierte 1929 in Illustrierte Handbücher sukkulenter Pflanzen: Kakteen die Gattung nur im Rahmen der Gattung Coryphantha. John Pinckney Hester fasste beide Gattungen 1945 zu der neuen Gattung Escobesseya zusammen.
Seit der Bearbeitung durch Franz Buxbaum im Jahr 1951 ist die Gattung in variierendem Umfang anerkannt. Ihre Einordnung in die Kakteensystematik wechselte jedoch noch mehrfach.
Zwei Arten, die früher zu Escobaria gehörten, bilden heute die eigenständige Gattung Acharagma.

## Nachweise